# 二塘古墓群
二塘古墓群，位于中国广西壮族自治区平乐县二塘公社锰矿区，为一个省级文物保护单位，类型为古墓群，为第二批广西壮族自治区文物保护单位，公布时间为1981年8月25日。
二塘古墓群的历史年代为晋～唐。